# これ余談なんですけど・・・
『これ余談なんですけど・・・』（これよだんなんですけど）は、朝日放送テレビ（ABCテレビ）で放送されているトークバラエティ番組である。
2021年1月13日にレギュラー放送を開始し、同年6月23日をもって一度は終了したが、2022年11月2日より同局のバラエティ番組枠『ナイトinナイト』の新番組として復活した。

## 概要
喫茶店を舞台に、コースターの裏に書かれた最新トピックスを挙げ、かまいたちとゲストが「これ余談なんですけど…」と自由に「余談」を繰り広げる。また、アイドルや若手タレントなどが「アルバイト」として2週交代でアシスタントが出演する。
2021年3月17日からは新コーナーに向けてTwitter上で一般視聴者からの余談の募集を開始し、第15回から採用分が放送されている。

### 番組開始まで
総合演出の中村拓馬によると、かまいたちに番組のオファーをしたのは2020年10月頃であったが、かまいたちが多忙な時期であったため、関西ローカル番組のレギュラー出演を受けてくれるかスタッフ全員が不安に思っていた。しかし、3日後にはかまいたちから出演承諾の返事が来た。中村は二つ返事で受けてくれたかまいたちに謝意を示している。なお、番組収録は東京都内で行われている。

### 番組終了後
最終回での番組中で局からの反応も良かったと語っていたが、番組終了後に特番とその収録時の配信を行うことが2021年7月29日に発表された。
特番として8月5日19:00に配信が開始され、8月16日深夜に地上波放送版が放送された。
2022年1月3日 23:15 - 翌0:15には新春スペシャルが放送された。

### レギュラー放送復活
2022年9月21日に番組のTwitterにて、同年10月で終了する『今ちゃんの「実は…」』（『ナイトinナイト』水曜枠）の後番組として、11月2日からレギュラー放送が再開されることが発表された。朝日放送テレビでは、この番組の後にミニ番組を挟んでかまいたちの別番組『かまいガチ』（テレビ朝日制作のスーパーバラバラ大作戦枠）が放送される（本ネットより75分遅れ）こととなる。
これ以降、最新トピックスは縦長のモニタに週刊誌の見出し風に表示されるようになった。また、袋とじと称したVTRコーナー「超マニアックな職業を余談調査！ そもそも君は何をされている方なの？」を開始。これは世の中ではニッチでマニアックな職業に就いている人々にインタビューしていき、スタジオメンバーで当てるクイズ形式でもある。

## 出演者

### MC
- かまいたち（山内健司・濱家隆一）[1]

### ナレーション
- Mamiko（chelmico）（第1期）[12][注 2]
- イワクラ（蛙亭）（第2期）[13]

## 放送リスト
- 公式サイトなどの情報を元に作成[3]（肩書などはすべて出演時のもの）

### 2021年
| 回 | 放送日  | ゲスト | 女性アシスタント        |
| -- | ------- | --- | ----------------------- |
| 1  | 1月13日 | ニューヨーク （嶋佐和也、屋敷裕政）                                                                         | 早川聖来 （乃木坂46）   |
| 2  | 1月20日 | 天竺鼠 （川原克己、瀬下豊）                                                                                 | 早川聖来 （乃木坂46）   |
| 3  | 1月27日 | 東京ホテイソン （ショーゴ、たける）                                                                         | 金川紗耶 （乃木坂46）   |
| 4  | 2月3日  | 東京ホテイソン （ショーゴ、たける）                                                                         | 金川紗耶 （乃木坂46）   |
| 5  | 2月10日 | とろサーモン （久保田かずのぶ、村田秀亮）                                                                   | 富田鈴花 （日向坂46）   |
| 6  | 2月17日 | とろサーモン （久保田かずのぶ、村田秀亮）                                                                   | 富田鈴花 （日向坂46）   |
| 7  | 2月24日 | アルコ&ピース （平子祐希、酒井健太）                                                                        | 加藤史帆 （日向坂46）   |
| 8  | 3月3日  | アルコ&ピース （平子祐希、酒井健太）                                                                        | 加藤史帆 （日向坂46）   |
| 9  | 3月10日 | コロコロチキチキペッパーズ （西野創人、ナダル）                                                             | 渡邉美穂 （日向坂46）   |
| 10 | 3月17日 | コロコロチキチキペッパーズ （西野創人、ナダル）                                                             | 渡邉美穂 （日向坂46）   |
| 11 | 3月24日 | ダイアン （ユースケ、津田篤宏）                                                                             | 谷川愛梨                |
| 12 | 3月31日 | ダイアン （ユースケ、津田篤宏）                                                                             | 谷川愛梨                |
| 13 | 4月7日  | インディアンス （きむ、田渕章裕）                                                                           | 横野すみれ （NMB48）    |
| 14 | 4月14日 | インディアンス （きむ、田渕章裕）                                                                           | 横野すみれ （NMB48）    |
| 15 | 4月21日 | ミルクボーイ （内海崇、駒場孝）                                                                             | 小池美波 （櫻坂46）     |
| 16 | 4月28日 | ミルクボーイ （内海崇、駒場孝）                                                                             | 小池美波 （櫻坂46）     |
| 17 | 5月5日  | アインシュタイン （稲田直樹、河井ゆずる）                                                                   | 武元唯衣 （櫻坂46）     |
| 18 | 5月12日 | アインシュタイン （稲田直樹、河井ゆずる）                                                                   | 武元唯衣 （櫻坂46）     |
| 19 | 5月19日 | 三四郎 （相田周二、小宮浩信）                                                                               | 井上梨名 （櫻坂46）     |
| 20 | 5月26日 | 三四郎 （相田周二、小宮浩信）                                                                               | 井上梨名 （櫻坂46）     |
| 21 | 6月2日  | ラランド （サーヤ、ニシダ）                                                                                 | 佐々木久美 （日向坂46） |
| 22 | 6月9日  | ラランド （サーヤ、ニシダ）                                                                                 | 佐々木久美 （日向坂46） |
| 23 | 6月16日 | コウテイ （下田真生、九条ジョー）                                                                           | 西野七瀬                |
| 24 | 6月23日 | コウテイ （下田真生、九条ジョー）                                                                           | 西野七瀬                |
| SP | 8月16日 | 和牛 （水田信二、川西賢志郎） えなこぺこぱ （シュウペイ、松陰寺太勇） 空気階段 （鈴木もぐら、水川かたまり） | 加藤史帆 （日向坂46）   |

### 2022年
| 回     | 放送日   | ゲスト                                                                                                  | 女性アシスタント       | 出典   |
| ------ | -------- | --- | ---------------------- | ------ |
| 新春SP | 1月3日   | 児嶋一哉（アンジャッシュ） フワちゃんGAG（坂本純一、福井俊太郎、ひろゆき） トット（多田智佑、桑原雅人） | 西野七瀬               | [ 14 ] |
| 25     | 11月2日  | 山里亮太（南海キャンディーズ） 西田幸治（笑い飯） 藤田ニコル                                            | 伊藤理々杏（乃木坂46） | [ 15 ] |
| 26     | 11月9日  | 見取り図 （盛山晋太郎・リリー） 朝日奈央                                                                | 伊藤理々杏（乃木坂46） | [ 16 ] |
| 27     | 11月16日 | アンミカ 河合郁人（A.B.C-Z） FUJIWARA（藤本敏史、原西孝幸）                                             | 谷川愛梨               | [ 17 ] |
| 28     | 11月23日 | 丸山桂里奈 ネルソンズ（青山フォール勝ち、和田まんじゅう、岸健之助） かが屋（加賀翔、賀屋壮也）          | 谷川愛梨               | [ 18 ] |
| 29     | 11月30日 | EXILE TAKAHIRO（EXILE） 黒沢かずこ（森三中） アキナ（秋山賢太、山名文和）                               | 金川紗耶（乃木坂46）   | [ 19 ] |
| 30     | 12月7日  | ハラミちゃん 斎藤司（トレンディエンジェル） 斉藤慎二（ジャングルポケット）                              | 金川紗耶（乃木坂46）   | [ 20 ] |
| 31     | 12月14日 | 相席スタート（山崎ケイ、山添寛） レイザーラモンRG                                                       | 倉野尾成美（AKB48）    | [ 21 ] |
| 32     | 12月21日 | チュートリアル（徳井義実、福田充徳） 山之内すず INI（西洸人、尾崎匠海）                                 | 倉野尾成美（AKB48）    | [ 22 ] |

### 2023年
| 回 | 放送日   | ゲスト | アシスタント               | 出典   |
| -- | -------- | --- | -------------------------- | ------ |
| 33 | 1月4日   | 立川志らく 久代萌美 鬼越トマホーク（坂井良多、金ちゃん）                                                                                | 弓木奈於（乃木坂46）       | [ 23 ] |
| 34 | 1月11日  | 浜口京子 近藤千尋 エルフ（荒川、はる）                                                                                                  | 新浜レオン                 | [ 24 ] |
| 35 | 1月18日  | ブラックマヨネーズ（小杉竜一、吉田敬） ウエストランド（井口浩之、河本太）                                                               | 茂木忍（AKB48）            | [ 25 ] |
| 36 | 1月25日  | マヂカルラブリー（野田クリスタル、村上） インディアンス（田渕章裕、きむ）                                                               | 小林歌穂（私立恵比寿中学） | [ 26 ] |
| 37 | 2月1日   | お見送り芸人しんいち ゆりやんレトリィバァ JO1（川西拓実、佐藤景瑚）                                                                     | 加藤史帆（日向坂46）       | [ 27 ] |
| 38 | 2月8日   | しずる（KAƵMA、村上純） ライス（田所仁、関町知弘）                                                                                      | 加藤史帆（日向坂46）       | [ 28 ] |
| 39 | 2月15日  | 勝俣州和 みりちゃむ 稲田直樹（アインシュタイン）                                                                                        | 小池美波（櫻坂46）         | [ 29 ] |
| 40 | 2月22日  | ランジャタイ（伊藤幸司、国崎和也） ヨネダ2000（誠、愛） 吉村崇（平成ノブシコブシ）                                                      | 小池美波（櫻坂46）         | [ 30 ] |
| 41 | 3月1日   | さや香（新山、石井） ZAZY | 川津明日香                 | [ 31 ] |
| 42 | 3月8日   | 大西流星（なにわ男子） 水田信二（和牛） ナダル（コロコロチキチキペッパーズ）                                                            | 永野芹佳（AKB48）          | [ 32 ] |
| 43 | 3月15日  | 林勇 おいでやす小田 岡田圭右（ますだおかだ）                                                                                            | 星名美怜（私立恵比寿中学） | [ 33 ] |
| 44 | 3月22日  | 梅沢富美男 ハイヒール・モモコ（ハイヒール）                                                                                             | 本田康祐（OWV）            | [ 34 ] |
| 45 | 3月29日  | 伊集院光 ゆうちゃみ 西田幸治（笑い飯）                                                                                                  | 林瑠奈（乃木坂46）         | [ 35 ] |
| 46 | 4月5日   | ケンドーコバヤシ 遠藤章造（ココリコ） 酒井健太（アルコ&ピース）                                                                         | 林瑠奈（乃木坂46）         | [ 36 ] |
| 47 | 4月12日  | 陣内智則 本田望結 ユースケ（ダイアン）                                                                                                  | 大園玲（櫻坂46）           | [ 37 ] |
| 48 | 4月19日  | 西村真二（コットン） やす子 渚（尼神インター）                                                                                          | 大園玲（櫻坂46）           | [ 38 ] |
| 49 | 4月26日  | トミーズ（トミーズ雅、トミーズ健） 川田裕美                                                                                             | 石井杏奈                   | [ 39 ] |
| 50 | 5月3日   | 坂下千里子 河井ゆずる（アインシュタイン） 紅しょうが（熊元プロレス、稲田美紀） マユリカ（阪本、中谷）                                   | 四谷真佑（OCTPATH）        | [ 40 ] |
| 51 | 5月10日  | 杉村太蔵 ダレノガレ明美 稲田直樹（アインシュタイン）                                                                                    | 岩立沙穂（AKB48）          | [ 41 ] |
| 52 | 5月17日  | 中川家（剛、礼二） ハリウッドザコシショウ INI（西洸人、後藤威尊）                                                                       | 平田侑希（AKB48）          | [ 42 ] |
| 53 | 5月24日  | チョコレートプラネット（長田庄平、松尾駿） パンサー（向井慧、菅良太郎、尾形貴弘）                                                       | 鈴木くるみ（AKB48）        | [ 43 ] |
| 54 | 5月31日  | 小籔千豊 川谷絵音 久保田かずのぶ（とろサーモン）                                                                                        | 鈴木くるみ（AKB48）        | [ 44 ] |
| 55 | 6月7日   | デーブ・スペクター ギャル曽根 吉村崇（平成ノブシコブシ）                                                                                | 谷口めぐ（AKB48）          | [ 45 ] |
| 56 | 6月14日  | 相川七瀬 よよよちゃん 藤本敏史（FUJIWARA）                                                                                              | 谷口めぐ（AKB48）          | [ 46 ] |
| 57 | 6月21日  | テンダラー（白川悟実、浜本広晃） プラス・マイナス（岩橋良昌、兼光タカシ）                                                               | 浦野秀太（OWV）            | [ 47 ] |
| 57 | 6月28日  | 有村昆 アンミカ こがけん | 浦野秀太（OWV）            | [ 48 ] |
| 58 | 7月5日   | 蛍原徹 鈴木奈々 関町知弘（ライス） | 武元唯衣（櫻坂46）         | [ 49 ] |
| 59 | 7月12日  | 尾木ママ ゆうちゃみ 秋山竜次（ロバート）                                                                                                | 武元唯衣（櫻坂46）         | [ 50 ] |
| 60 | 7月26日  | 古田敦也 とにかく明るい安村 | 小池美波（櫻坂46）         | [ 51 ] |
| 61 | 8月2日   | 山田邦子 ハイヒール・リンゴ（ハイヒール） はる（エルフ）                                                                                | 早見あかり                 | [ 52 ] |
| 62 | 8月9日   | （山内が選ぶ【余談of余談の中の余談SP】）                                                                                                | -                          | [ 53 ] |
| 63 | 8月23日  | 黒田有（メッセンジャー） 石原良純 ゆいちゃみ                                                                                            | 谷川愛梨                   | [ 54 ] |
| 64 | 8月30日  | 北村晴男 こたけ正義感 鬼越トマホーク（坂井良多、金ちゃん）                                                                              | 大谷映美里（=LOVE）        | [ 55 ] |
| 65 | 9月6日   | 槙野智章 見取り図（盛山晋太郎、リリー）                                                                                                 | 齋藤樹愛羅（=LOVE）        | [ 56 ] |
| 66 | 9月13日  | 川合俊一 武尊 アインシュタイン（稲田直樹、河井ゆずる）                                                                                  | 鈴木瞳美（≠ME）            | [ 57 ] |
| 67 | 9月20日  | IKKO 野沢直子 藤本敏史（FUJIWARA） | 谷崎早耶（≠ME）            | [ 58 ] |
| 68 | 9月27日  | 真鍋昌平 えなこ バイク川崎バイク | 栗田航兵（OCTPATH）        | [ 59 ] |
| 69 | 10月4日  | 関根勤 コロコロチキチキペッパーズ（ナダル、西野創人）                                                                                   | 栗田航兵（OCTPATH）        | [ 60 ] |
| 70 | 10月11日 | 竹原慎二 みなみかわ レイザーラモンRG | 大盛真歩（AKB48）          | [ 61 ] |
| 71 | 10月18日 | 森泉 フワちゃん 西田幸治（笑い飯） | 畑芽育                     | [ 62 ] |
| 72 | 10月25日 | デヴィ夫人 野性爆弾（くっきー!、ロッシー）                                                                                              | 一ノ瀬美空（乃木坂46）     | [ 63 ] |
| 73 | 11月1日  | 和田アキ子 カンニング竹山 サバンナ（八木真澄、高橋茂雄）                                                                                | 一ノ瀬美空（乃木坂46）     | [ 64 ] |
| 74 | 11月8日  | 村上佳菜子 髙木菜那 山添寛（相席スタート）                                                                                              | 井上梨名（櫻坂46）         | [ 65 ] |
| 75 | 11月15日 | DJ KOO（TRF） 紫吹淳 ZAZY | 井上梨名（櫻坂46）         | [ 66 ] |
| 76 | 11月22日 | 池田美優（みちょぱ） ダイアン（ユースケ、津田篤宏） 野々村友紀子                                                                        | 森本茉莉（日向坂46）       | [ 67 ] |
| 77 | 11月29日 | オカダ・カズチカ ハイヒール・リンゴ（ハイヒール） 熊元プロレス（紅しょうが）                                                            | 森本茉莉（日向坂46）       | [ 68 ] |
| 78 | 12月6日  | 草野仁 武井壮 おいでやす小田 | 鈴木瞳美（≠ME）            | [ 69 ] |
| 79 | 12月13日 | ニューヨーク（嶋佐和也、屋敷裕政） 囲碁将棋（文田大介、根建太一）                                                                       | 冨田菜々風（≠ME）          | [ 70 ] |
| 80 | 12月20日 | キャイ～ン（ウド鈴木、天野ひろゆき） 稲田直樹（アインシュタイン）                                                                       | 平本健（DXTEEN）           | [ 71 ] |
| 81 | 12月27日 | 井口浩之（ウエストランド） 小宮浩信（三四郎） 山添寛（相席スタート） みなみかわ 関町知弘（ライス） 鬼越トマホーク（坂井良多、金ちゃん） | -                          | [ 72 ] |

### 2024年
| 回  | 放送日   | ゲスト | アシスタント                | 出典    |
| --- | -------- | --- | --------------------------- | ------- |
| 82  | 1月10日  | オール阪神・巨人 プラス・マイナス（岩橋良昌、兼光タカシ）                                                                                      | 下尾みう（AKB48）           | [ 73 ]  |
| 83  | 1月17日  | （山内が選ぶ【余談of余談の中の余談SP】） | -                           | [ 74 ]  |
| 84  | 1月24日  | 伊沢拓司 村重杏奈 厚切りジェイソン こがけん | 下尾みう（AKB48）           | [ 75 ]  |
| 85  | 1月31日  | 東国原英夫 YOU あいはら雅一（メッセンジャー）                                                                                                  | 山根涼羽（AKB48）           | [ 76 ]  |
| 86  | 2月7日   | 山口もえ 中村仁美 野々村友紀子 村上（マヂカルラブリー）                                                                                        | 山根涼羽（AKB48）           | [ 77 ]  |
| 87  | 2月14日  | ミルクボーイ（駒場孝、内海崇） ななまがり（森下直人、初瀬悠太）                                                                                | 冨田菜々風（≠ME）           | [ 78 ]  |
| 88  | 2月21日  | 中川翔子 ロングコートダディ（堂前透、兎） 男性ブランコ（浦井のりひろ、平井たかあき）                                                           | 冨田菜々風（≠ME）           | [ 79 ]  |
| 89  | 2月28日  | ヒコロヒー 宇垣美里 馬場園梓 はる（エルフ） | 齋藤樹愛羅（=LOVE）         | [ 80 ]  |
| 90  | 3月6日   | 寺門ジモン 勝俣州和 紅しょうが（熊元プロレス、稲田美紀）                                                                                       | 長友彩海（AKB48）           | [ 81 ]  |
| 91  | 3月13日  | 一ノ瀬ワタル 和田まんじゅう（ネルソンズ） ジャンボたかお（レインボー）                                                                         | 長友彩海（AKB48）           | [ 82 ]  |
| 92  | 3月20日  | 福留孝介 能見篤史 遠藤章造（ココリコ） とにかく明るい安村                                                                                      | 佐野文哉（OWV）             | [ 83 ]  |
| 93  | 3月27日  | じゃい（インスタントジョンソン） 椿鬼奴 斉藤慎二（ジャングルポケット） 山添寛（相席スタート）                                                  | 佐野文哉（OWV）             | [ 84 ]  |
| 94  | 4月3日   | 水谷隼 潮田玲子 おいでやす小田 | 鎮西寿々歌（FRUITS ZIPPER） | [ 85 ]  |
| 95  | 4月10日  | 野口健 吉村崇（平成ノブシコブシ） あばれる君                                                                                                   | 鎮西寿々歌（FRUITS ZIPPER） | [ 86 ]  |
| 96  | 4月17日  | 向井慧（パンサー） サルゴリラ（児玉智洋、赤羽健壱） 稲田直樹（アインシュタイン） 三島達矢（すゑひろがりず）                                    | 山﨑空（AKB48）             | [ 89 ]  |
| 97  | 4月24日  | ヒャダイン 井上咲楽 ダイノジ（大地洋輔、大谷ノブ彦）                                                                                           | 山﨑空（AKB48）             | [ 90 ]  |
| 98  | 5月1日   | 松丸亮吾 フワちゃん 井上裕介（NON STYLE） | 田村真佑（乃木坂46）        | [ 91 ]  |
| 99  | 5月8日   | 柳沢慎吾 久本雅美 藤本敏史（FUJIWARA） | 田村真佑（乃木坂46）        | [ 92 ]  |
| 100 | 5月15日  | HISASHI（GLAY） tetsuya（L'Arc〜en〜Ciel） レイザーラモンRG                                                                                    | 藤嶌果歩（日向坂46）        | [ 93 ]  |
| 101 | 5月22日  | コロッケ 原口あきまさ 兼光タカシ | 藤嶌果歩（日向坂46）        | [ 94 ]  |
| 102 | 5月29日  | 土田晃之 山之内すず くっきー!（野性爆弾） | 谷川愛梨                    | [ 95 ]  |
| 103 | 6月5日   | 横山だいすけ 矢口真里 関町知弘（ライス） | 井上梨名（櫻坂46）          | [ 96 ]  |
| 104 | 6月12日  | 街裏ぴんく ミルクボーイ（駒場孝、内海崇） | 井上梨名（櫻坂46）          | [ 97 ]  |
| 105 | 6月19日  | あの 村重杏奈 福田麻貴（3時のヒロイン） | 徳永羚海（AKB48）           | [ 98 ]  |
| 106 | 6月26日  | 石塚英彦 彦摩呂 水田信二 | 徳永羚海（AKB48）           | [ 99 ]  |
| 107 | 7月3日   | 中川翔子 津田篤宏（ダイアン） 野田クリスタル（マヂカルラブリー）                                                                               | 齋藤樹愛羅（=LOVE）         | [ 100 ] |
| 108 | 7月10日  | 伊集院光 加納（Aマッソ） 板倉俊之（インパルス）                                                                                                | 齋藤樹愛羅（=LOVE）         | [ 101 ] |
| 109 | 7月17日  | 里崎智也 寺川綾 尾形貴弘（パンサー） | 海帆（OCTPATH）             | [ 102 ] |
| 110 | 7月24日  | 伊沢拓司 上田彩瑛 松嶋尚美 りんたろー。（EXIT）                                                                                                | 海帆（OCTPATH）             | [ 103 ] |
| 111 | 7月31日  | MINMI 呂布カルマ 高橋茂雄（サバンナ） | 柴田柚菜（乃木坂46）        | [ 104 ] |
| 112 | 8月7日   | 井口浩之（ウエストランド） 永野 お見送り芸人しんいち みなみかわ 関町知弘（ライス） 山添寛（相席スタート） 鬼越トマホーク（金ちゃん、坂井良多） | -                           | [ 105 ] |
| 113 | 8月14日  | リンダカラー∞ あみか（フォーエイト48） GAG | 石森璃花（櫻坂46）          | [ 106 ] |
| 114 | 8月21日  | （山内が選ぶ【余談of余談の中の余談SP】） | -                           | [ 107 ] |
| 115 | 8月28日  | 城田優 高橋真麻 トレンディエンジェル（たかし、斎藤司）                                                                                         | 石森璃花（櫻坂46）          | [ 108 ] |
| 116 | 9月4日   | 久本雅美 森脇健児 西田幸治（笑い飯） | 髙松瞳（=LOVE）             | [ 109 ] |
| 117 | 9月11日  | 天野ひろゆき（キャイ～ン） はるな愛 はる（エルフ）                                                                                             | 髙松瞳（=LOVE）             | [ 110 ] |
| 118 | 9月18日  | ぼる塾（きりやはるか、あんり、田辺智加） オダウエダ（小田結希、植田紫帆）                                                                      | 五百城茉央（乃木坂46）      | [ 111 ] |
| 119 | 9月25日  | 中岡創一（ロッチ） 林健（ギャロップ） くわばたりえ（クワバタオハラ）                                                                           | 五百城茉央（乃木坂46）      | [ 112 ] |
| 120 | 10月2日  | ガダルカナル・タカ ゆうちゃみ FUJIWARA（藤本敏史、原西孝幸）                                                                                   | 井上梨名（櫻坂46）          | [ 113 ] |
| 121 | 10月9日  | 前園真聖 本並健治 見取り図（盛山晋太郎、リリー）                                                                                               | 井上梨名（櫻坂46）          | [ 114 ] |
| 122 | 10月23日 | 鈴木亜美 横澤夏子 北斗晶 水田信二 | 菅原咲月（乃木坂46）        | [ 115 ] |
| 123 | 10月30日 | タカアンドトシ（タカ、トシ） さや香（新山、石井）                                                                                              | 菅原咲月（乃木坂46）        | [ 116 ] |
| 124 | 11月6日  | 中山秀征 松本明子 おいでやす小田 | 増本綺良（櫻坂46）          | [ 117 ] |
| 125 | 11月13日 | なすなかにし（中西茂樹、那須晃行） ダイアン（ユースケ、津田篤宏）                                                                              | 増本綺良（櫻坂46）          | [ 118 ] |
| 126 | 11月20日 | パンツェッタ・ジローラモ 徳井義実（チュートリアル） 河井ゆずる（アインシュタイン） 稲田美紀（紅しょうが）                                      | 山本杏奈（=LOVE）           | [ 119 ] |
| 127 | 11月27日 | キンタロー。 山﨑ケイ（相席スタート） 石田明（NON STYLE）                                                                                      | 山本杏奈（=LOVE）           | [ 120 ] |
| 128 | 12月4日  | 清水ミチコ モモコ（ハイヒール） アントニー（マテンロウ）                                                                                       | 寺尾香信（DXTEEN）          | [ 121 ] |
| 129 | 12月11日 | 勝俣州和 あの マユリカ（阪本、中谷） | 寺尾香信（DXTEEN）          | [ 122 ] |
| 130 | 12月18日 | 鳥谷敬 関本賢太郎 祇園（木﨑太郎、櫻井健一朗）                                                                                                 | 谷崎早耶（≠ME）             | [ 123 ] |
| 131 | 12月25日 | ニューヨーク（嶋佐和也、屋敷裕政） モグライダー（芝大輔、ともしげ）                                                                            | 堀口真帆                    | [ 124 ] |

### 2025年
| 回  | 放送日  | ゲスト | アシスタント                | 出典    |
| --- | ------- | --- | --------------------------- | ------- |
| 132 | 1月8日  | 月亭八方 テンダラー（白川悟実、浜本広晃） スマイル（瀬戸洋祐、ウーイェイよしたか）                                                                  | 谷崎早耶（≠ME）             | [ 125 ] |
| 133 | 1月15日 | （関西人が愛した24人のスター余談SP） | -                           | [ 126 ] |
| 134 | 1月22日 | ラブレターズ（塚本直毅、溜口佑太朗） 鬼越トマホーク（金ちゃん、良ちゃん）                                                                           | 堀口真帆                    | [ 127 ] |
| 135 | 1月29日 | 山口智充 中村静香 レインボー（ジャンボたかお、池田直人）                                                                                            | 立花琴未（CANDY TUNE）      | [ 128 ] |
| 136 | 2月5日  | 吉田敬（ブラックマヨネーズ） 板倉俊之（インパルス） 村上佳菜子 水田信二                                                                             | 立花琴未（CANDY TUNE）      | [ 129 ] |
| 137 | 2月12日 | 錦鯉（長谷川雅紀、渡辺隆） 鰻和弘（銀シャリ） | ひまひま                    | [ 130 ] |
| 138 | 2月19日 | 高田純次 岡田圭右（ますだおかだ） 吉村崇（平成ノブシコブシ）                                                                                        | ひまひま                    | [ 131 ] |
| 139 | 2月26日 | 宮田俊哉（Kis-My-Ft2） ファーストサマーウイカ えなこ 天津飯大郎（天津）                                                                             | 野口衣織（=LOVE）           | [ 132 ] |
| 140 | 3月5日  | 井口浩之（ウエストランド） 小宮浩信（三四郎） にゃんこスター（スーパー3助、アンゴラ村長） みなみかわ 鬼越トマホーク（金ちゃん、良ちゃん）           | -                           | [ 133 ] |
| 141 | 3月12日 | 早見優 山瀬まみ コットン（西村真二、きょん） | 竹越くるみ（Devil ANTHEM.） | [ 134 ] |
| 142 | 3月19日 | 野性爆弾（くっきー!、ロッシー） ビスケットブラザーズ（原田泰雅、きん）                                                                              | 竹越くるみ（Devil ANTHEM.） | [ 135 ] |
| 143 | 3月26日 | カズレーザー（メイプル超合金） ふかわりょう 坂下千里子 おばたのお兄さん                                                                             | 大場花菜（=LOVE）           | [ 136 ] |
| 144 | 4月2日  | かつみ♥さゆり 椿鬼奴 大（グランジ） | 大場花菜（=LOVE）           | [ 137 ] |
| 145 | 4月9日  | 下柳剛 片岡篤史 守谷日和 | 黒見明香（乃木坂46）        | [ 138 ] |
| 146 | 4月16日 | 玉袋筋太郎（浅草キッド） 佐藤仁美 ケンドーコバヤシ                                                                                                  | 谷川愛梨                    | [ 139 ] |
| 147 | 4月23日 | トータルテンボス（藤田憲右、大村朋宏） タイムマシーン3号（山本浩司、関太）                                                                          | 遠藤理子（櫻坂46）          | [ 140 ] |
| 148 | 4月30日 | 小沢仁志 かたせ梨乃 おいでやす小田 | 遠藤理子（櫻坂46）          | [ 141 ] |
| 149 | 5月7日  | 三倉茉奈・佳奈 ザ・たっち 南條庄助（すゑひろがりず）                                                                                                | 森脇梨々夏                  | [ 142 ] |
| 150 | 5月14日 | 梅沢富美男 チャンス大城 東ブクロ（さらば青春の光）                                                                                                  | 森脇梨々夏                  | [ 143 ] |
| 151 | 5月21日 | ラモス瑠偉 小野伸二 見取り図（盛山晋太郎、リリー）                                                                                                  | 星乃夢奈                    | [ 144 ] |
| 152 | 5月28日 | 千原せいじ（千原兄弟） ベッキー 藤本敏史（FUJIWARA）                                                                                                | 星乃夢奈                    | [ 145 ] |
| 153 | 6月4日  | 森香澄 須田亜香里 稲田美紀（紅しょうが） はる（エルフ）                                                                                             | 増田彩乃（CUTIE STREET）    | [ 146 ] |
| 154 | 6月11日 | 松井ケムリ（令和ロマン） 友田オレ 空気階段（鈴木もぐら、水川かたまり）                                                                              | 増田彩乃（CUTIE STREET）    | [ 147 ] |
| 155 | 6月18日 | 森公美子 的場浩司 コロコロチキチキペッパーズ（ナダル、西野創人）                                                                                    | 堀口真帆                    | [ 148 ] |
| 156 | 6月25日 | 立川志らく 月亭八光 ロングコートダディ（堂前透、兎）                                                                                                | 堀口真帆                    | [ 149 ] |
| 157 | 7月2日  | 久保田雅人（わくわくさん） はいだしょうこ 太田博久（ジャングルポケット） 村上健志（フルーツポンチ）                                                 | 蟹沢萌子（≠ME）             | [ 150 ] |
| 158 | 7月9日  | 小堺一機 天野ひろゆき（キャイ〜ン） 西田幸治（笑い飯）                                                                                              | 蟹沢萌子（≠ME）             | [ 151 ] |
| 159 | 7月16日 | NON STYLE（石田明、井上裕介） エバース（佐々木隆史、町田和樹）                                                                                      | 井上梨名（櫻坂46）          | [ 152 ] |
| 160 | 7月23日 | ビビる大木 土田晃之 板倉俊之（インパルス） | 井上梨名（櫻坂46）          | [ 153 ] |
| 161 | 8月6日  | お兄ちゃん（ビタミンS） 福井俊太郎（GAG） 池田周平（タナからイケダ） 河井ゆずる（アインシュタイン）                                                 | -                           | [ 154 ] |
| 162 | 8月13日 | （2025年上半期 関西人が愛したスターの余談10選） | -                           | [ 155 ] |
| 163 | 8月20日 | 井口浩之（ウエストランド） 久保田かずのぶ（とろサーモン） みなみかわ 山添寛（相席スタート） 池田一真（しずる） 鬼越トマホーク（金ちゃん、良ちゃん） | -                           | [ 156 ] |

## スタッフ

### 第1期（2021年1月 - 8月）
- 構成 - 近藤雄亮、市川拓実、友光哲也
- CAM - 袖垣竜也【毎週】、平松修治、梶田悟、中島留成【週替り】
- MIX - 谷口貴三男
- AA - 森大樹、山田裕登、山崎勝彦、高橋塁【週替り】
- CA - 中島日歌、岡野絃也、小野萌夏、乙坂深慈【週替り】
- 美術 - 小美野淳一
- タイトル - ODDJOB
- 編集 - 川口善史、林仁美、北湯口愛弓、岡元裕次、中村明日香、仁部貴史、早川徹哉【週替り】
- MA - 三木直彦
- 協力 - ABCフロンティア（旧ABCライツビジネス）、よしもとブロードエンタテインメント、イングス、TBSアクト、戯音工房【毎週】、グレートインターナショナル、ビーホネスト【週替わり】
- PR - 竹内一平（朝日放送テレビ）
- コンテンツビジネス - 本田好明、山崎洋輔
- AD - 阪上佑一郎・塩見奏葉（ABCリブラ）、竹内佑、坂井将太、亀松ゆき子、監物康太、粕谷美友
- ディレクター - 大迫浩幹・富山将嗣・樫原北斗・薮田璃古（ABCリブラ）、小南彰、東上床直樹
- 企画・総合演出 - 中村拓馬（ABCリブラ）
- AP - 後田知香（ABCリブラ）
- プロデューサー - 石橋義史・塩崎拓（朝日放送テレビ）、春名雄児（ABCリブラ）
- 制作協力 - NTTぷらら、ABCリブラ
- 制作著作 - 朝日放送テレビ

### 第2期（2022年11月以降）
- 構成 - 近藤雄亮、友光哲也、鈴木一史
- SW - 袖垣竜也
- CAM - 中嶋留威
- MIX - 谷口貴三男
- VE - 原俊平
- AA - 桑山莉香（過去スタッフ：坂本さやか）
- CA - 村山峻平（過去スタッフ：村山峻平）
- 美術 - 小美野淳一、SAORI SANO
- タイトル - ODDJOB
- 編集 - 宇田周人、小田雄大
- MA - 三木直彦
- 協力 - よしもとブロードテック、i-NEX+、戯音工房、オラフズ、Ao,inc.、TBSアクト（旧アックス）、東京オフラインセンター、PANDASTUDIO.TV（過去協力：よしもとブロードエンタテインメント）
- 編成 - 森川亜紀（朝日放送テレビ）
- PR - 喜多ゆかり、小林加奈（過去スタッフ：中田陽子・山中奈奈美（朝日放送テレビ））
- イラスト - 古田ユウキ
- AD - 篠原ののか、曽我益千子、亀割皇、北直樹、田野邉 竜馬（過去スタッフ：阪上佑一郎・塩見奏葉（ABCリブラ）、竹内佑、早川裕次郎、松本和也）
- AP - 後田知香（ABCリブラ）、安倍洋平、高田好子、高橋くれあ、勝部真希子（過去スタッフ：梅村莉央）
- ディレクター - 中野良（ABCテレビ）、中村将太朗・工藤唯加（ABCリブラ）、松田裕士（のれそれ丸）、津坂健一、鶴田哲朗（オラフズ）、松本健人、東頌三・藤浪勇輝、大矢啓太・渕聡（過去スタッフ：山本泰輔（オラフズ））
- プロデューサー - 塩崎拓（ABCテレビ）、中川天（吉本興業）、奈良井正巳・根本純平（ABCリブラ）、伊地智厚太
- 総合演出・チーフプロデューサー - 前田健太（ABCテレビ）
- 制作協力 - 吉本興業、ABCリブラ
- 制作著作 - ABCテレビ

## ネット局と放送時間

### レギュラー版（第1期）
| 放送対象地域   | 放送局                   | 系列           | 放送日時                     | 放送期間                                        | ネット状況 |
| -------------- | ------------------------ | -------------- | ---------------------------- | ----------------------------------------------- | ---------- |
| 近畿広域圏     | 朝日放送テレビ（ABC TV） | テレビ朝日系列 | 水曜 1:38 - 2:10（火曜深夜） | 2021年1月13日（12日深夜） - 6月23日（22日深夜） | 制作局     |
| 大分県         | 大分朝日放送（OAB）      | テレビ朝日系列 | 金曜 0:50 - 1:20（木曜深夜） | 2021年4月2日（1日深夜） - 不明                  | 遅れネット |
| 静岡県         | 静岡朝日テレビ（SATV）   | テレビ朝日系列 | 土曜 1:00 - 1:30（日曜深夜） | 2021年4月3日（2日深夜） - 不明                  | 遅れネット |
| 香川県・岡山県 | 瀬戸内海放送（KSB）      | テレビ朝日系列 | 土曜 14:00 - 14:30           | 2021年4月3日 - 不明                             | 遅れネット |
| 熊本県         | 熊本朝日放送（KAB）      | テレビ朝日系列 | 火曜 0:50 - 1:20（月曜深夜） | 2021年4月6日（5日深夜） - 不明                  | 遅れネット |
| 沖縄県         | 琉球朝日放送（QAB）      | テレビ朝日系列 | 水曜 0:50 - 1:20（火曜深夜） | 2021年4月7日（6日深夜） - 不明                  | 遅れネット |
| 山形県         | 山形テレビ（YTS）        | テレビ朝日系列 | 火曜 0:45 - 1:15（月曜深夜） | 2021年4月13日（12日深夜） - 不明                | 遅れネット |
| 愛媛県         | 愛媛朝日テレビ（eat）    | テレビ朝日系列 | 日曜 0:30 - 1:00（土曜深夜） | 2021年4月11日（10日深夜） - 不明                | 遅れネット |
| 長崎県         | 長崎文化放送（ncc）      | テレビ朝日系列 | 日曜 0:30 - 1:00（土曜深夜） | 2021年4月18日（17日深夜） - 不明                | 遅れネット |
| 福岡県         | 九州朝日放送（KBC）      | テレビ朝日系列 | 土曜 1:15 - 1:45（金曜深夜） | 2021年4月24日（23日深夜） - 不明                | 遅れネット |
| 北海道         | 北海道テレビ放送（HTB）  | テレビ朝日系列 | 月曜 0:25 - 0:50（日曜深夜） | 2021年4月26日（25日深夜） - 不明                | 遅れネット |
| 広島県         | 広島ホームテレビ（HOME） | テレビ朝日系列 | 木曜 1:25 - 1:55（水曜深夜） | 2021年4月29日（28日深夜） - 不明                | 遅れネット |

### 特番第1弾
| 放送対象地域 | 放送局                   | 系列           | 放送日時                          | ネット状況 |
| ------------ | ------------------------ | -------------- | --------------------------------- | ---------- |
| 近畿広域圏   | 朝日放送テレビ（ABC TV） | テレビ朝日系列 | 2021年8月16日（月）23:47 - 翌0:47 | 制作局     |

### 特番第2弾
| 放送対象地域 | 放送局                   | 系列           | 放送日時                         | ネット状況 |
| ------------ | ------------------------ | -------------- | -------------------------------- | ---------- |
| 近畿広域圏   | 朝日放送テレビ（ABC TV） | テレビ朝日系列 | 2022年1月3日（月）23:15 - 翌0:15 | 制作局     |

### レギュラー版（第2期）
| 放送対象地域   | 放送局                    | 系列           | 放送日時                     | ネット状況 |
| -------------- | ------------------------- | -------------- | ---------------------------- | ---------- |
| 近畿広域圏     | 朝日放送テレビ（ABC TV）  | テレビ朝日系列 | 水曜 23:10- 翌0:17           | 制作局     |
| 北海道         | 北海道テレビ放送（HTB）   | テレビ朝日系列 | 火曜 0:15 - 1:15（月曜深夜） | 遅れネット |
| 静岡県         | 静岡朝日テレビ（SATV）    | テレビ朝日系列 | 土曜 0:45 - 1:45（金曜深夜） | 遅れネット |
| 石川県         | 北陸朝日放送（HAB）       | テレビ朝日系列 | 木曜 0:53 - 1:53（水曜深夜） | 遅れネット |
| 香川県・岡山県 | 瀬戸内海放送（KSB）       | テレビ朝日系列 | 水曜 0:20 - 1:20（火曜深夜） | 遅れネット |
| 山口県         | 山口朝日放送（yab）       | テレビ朝日系列 | 火曜 0:15 - 1:15（月曜深夜） | 遅れネット |
| 愛媛県         | 愛媛朝日テレビ（eat）     | テレビ朝日系列 | 木曜 0:20 - 1:20（水曜深夜） | 遅れネット |
| 福岡県         | 九州朝日放送（KBC）       | テレビ朝日系列 | 土曜 15:30 - 16:30           | 遅れネット |
| 熊本県         | 熊本朝日放送（KAB）       | テレビ朝日系列 | 金曜 0:50 - 1:50（木曜深夜） | 遅れネット |
| 沖縄県         | 琉球朝日放送（QAB）       | テレビ朝日系列 | 水曜 0:15 - 1:10（火曜深夜） | 遅れネット |
| 広島県         | 広島ホームテレビ（HOME）  | テレビ朝日系列 | 日曜 10:55 - 11:50           | 遅れネット |
| 富山県         | チューリップテレビ（TUT） | TBS系列        | 月曜 23:56 - 翌0:56          | 遅れネット |
| 日本全国       | スカイA                   | CS放送         | 平日 12:00 - 13:00他         | 遅れネット |

## 不祥事
2024年2月28日放送分では、調剤薬局や薬剤師の業務が薬剤師法に基づいた適正なものと知らずにそれらへの不満を発言したことから、番組側へ批判が殺到した。これを受け、馬場園梓が自身のInstagramにて、濱家が自身のX（旧：Twitter）にてそれぞれ謝罪したほか、番組側も公式サイトに「薬剤師に関する認識が不足していた」との謝罪文を掲載した。